# 龍戰在野
《龍戰在野》為武俠小說作家黃易於2014年開始連載的作品，本書為《盛唐三部曲》的第二部，《日月當空》的續集。香港由黃易出版社出版，台灣則由蓋亞文化出版，並於2014年5月8日出版卷一，每月出版一卷，至2015年10月出版卷十八大結局。其續作為《天地明環》。
小說故事背景為武周末年至神龍革命，但亦與描述晉代「肥水之戰」後的《邊荒傳說》、隋末唐初的《大唐雙龍傳》，及以元、明為時空背景的《破碎虛空》、《覆雨翻雲》等作品角色連結。

## 故事簡介
因中宗回朝和武三思的譖言，龍鷹與朝廷關係已轉差，「大周國賓」的風光日子一去不返。龍鷹如何才可以尋回他的生活？

## 出場角色
本書出場角色眾多，包括中土、吐蕃、突厥、回紇、突騎施、龜茲、且末等。

## 港版台版之別
- 台灣版在卷首印上了盛唐疆域圖，而香港版則沒有。
- 台版每卷首刷都會贈送水墨風畫卡，如卷六首刷加贈【符太 水墨風畫卡】[3]。
- 香港版封面由黃易挑選萬一鵬的作品，和《日月當空》一樣，各卷順序放在一起可拼成一幅圖畫；但和《日月當空》不同，香港版改由阮瑞萍負責設計。台版的封面同樣則由黃易挑選萬一鵬的作品[4]。
- 台版卷末都會附上下期預告，香港版則沒有。
- 台版每卷有目錄，香港版則沒有。

## 外部連結
- 黃易作品集的Facebook專頁 - 蓋亞設的公式FB